# Aslan Kerimov

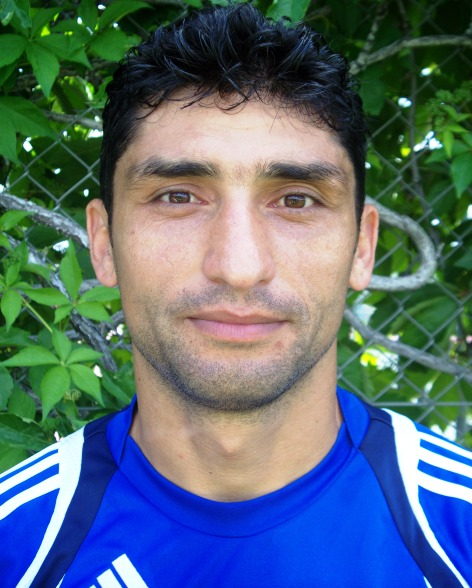
Aslan Kerimov

Aslan Kerimov (Azerbeidzjaans: Aslan Kərimov; 1 januari 1973) is een Azerbeidzjaans voetballer.
Kerimov debuteerde in 1994 voor het nationaal elftal, speelde 75 keer voor zijn vaderland en was daarmee enige tijd recordinternational van zijn vaderland. Hij begon zijn carrière bij Neftçi Bakoe en speelde ondertussen onder meer al voor  FK Qarabağ, Baltika Kaliningrad, ANS-Pivani, FK Shamkir en nu weer voor FK Qarabağ.